# Chlum, Strakonice
Chlum là một làng thuộc huyện Strakonice, vùng Jihočeský, Cộng hòa Séc.